# Antenne Mainz
Antenne Mainz (offizielle Schreibweise, Eigenbezeichnung Antenne Mainz 106,6) ist ein 2011 gegründeter privater lokaler Hörfunksender in Mainz.

## Allgemeines
Der Lokalsender, vertreten durch den Veranstalter Radio Mainz Live Rundfunk GmbH, bewarb sich erfolgreich um die lokale UKW-Frequenz in Mainz auf 106,6 MHz, die bis dahin von der zweiten landesweiten UKW-Senderkette bigFM genutzt wurde. Er setzte sich gegen mehrere Mitbewerber durch, darunter auch Radio Mainz GmbH, dessen Geschäftsführer Werner Horn, der in Mainz ein Anzeigenblatt herausgibt, erfolglos gegen den Sendestart des Senders klagte. Vermarktet wird das Programm von der Studio Gong.

## Programm
Antenne Mainz 106,6 bietet ein Begleitprogramm mit Hits der 1980er Jahre bis heute. Zielgruppe sind Radiohörer von 14 bis 59 Jahren. Redaktionelle Schwerpunkte sind Information, Service, Comedy und Kultur, insbesondere aus der Region. Auch Talkelemente gehören zum Programm.
Das Programm wird 23 Stunden täglich als Mantelprogramm vom Lokalsender 97eins aus Gau-Bischofsheim (97eins / AllAudio GmbH) übernommen, das lediglich eine Stunde täglich selbst gestaltet. Dessen Frequenzen sind zwar dem Hauptanbieter Antenne Mainz zugeordnet, der Sender 97eins jedoch eigenständig als Veranstalter lizenziert.

## Empfang
Antenne Mainz ist über den UKW-Sender Mainz/Bonifazius-Türme (106,60 MHz, 320 W) zu hören, sowie als Mantelprogramm über die Sender von Radio 97eins, Bodenheim (97,1 MHz, 100 W) und Mommenheim (94,1 MHz, 320 W). Beide Programme werden in die regionalen Kabelnetze eingespeist und sind als Live-Stream im Internet zu hören.
Seit Herbst 2016 sendet Antenne Mainz auch via DAB+ auf Kanal 12C im hessischen Privatmux. Der Sender ist damit weit über das UKW-Sendegebiet hinaus empfangbar. Die Ausstrahlung ermöglicht u. a. den terrestrischen Empfang des Programms in den Teilen des Landkreises Mainz-Bingen, in denen ein Empfang über die leistungsschwachen UKW-Sender, auch schon rein aus der Geländeform, nicht möglich ist. Dies betrifft z. B. die Städte Ingelheim am Rhein und Bingen am Rhein.